# Rajasthan
Rajasthan oder Radschastan (Hindi राजस्थान IAST Rājasthān [ˈrɑːʤʌstʰɑːn], deutsch ‚Land der Könige‘) ist ein nordwestlicher indischer Bundesstaat mit einer Fläche von 342.239 km² und 68,5 Millionen Einwohnern (Volkszählung 2011). Die Hauptstadt Rajasthans ist Jaipur und die Amtssprache ist Hindi.

## Geographie

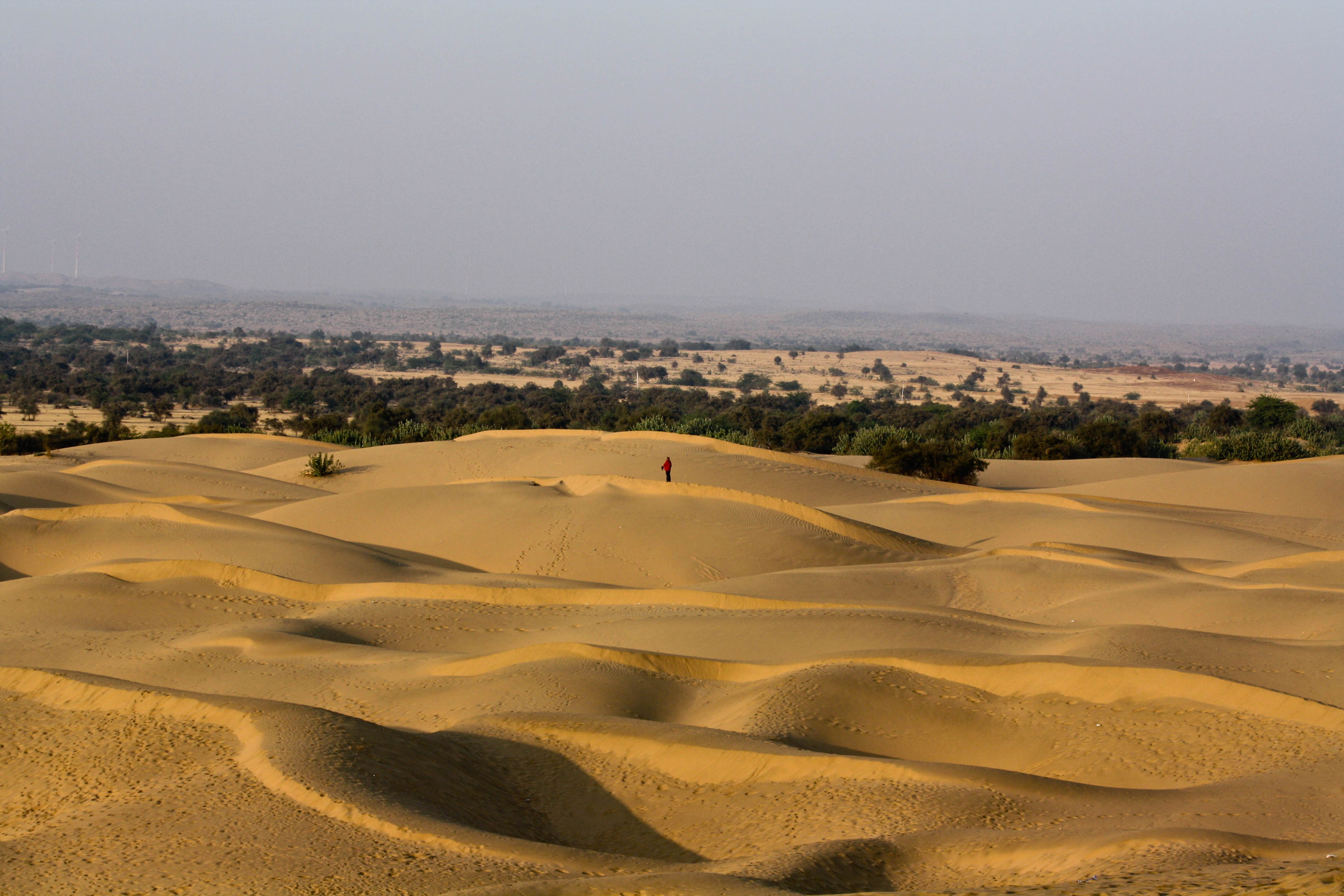
Wüste Thar in Rajasthan

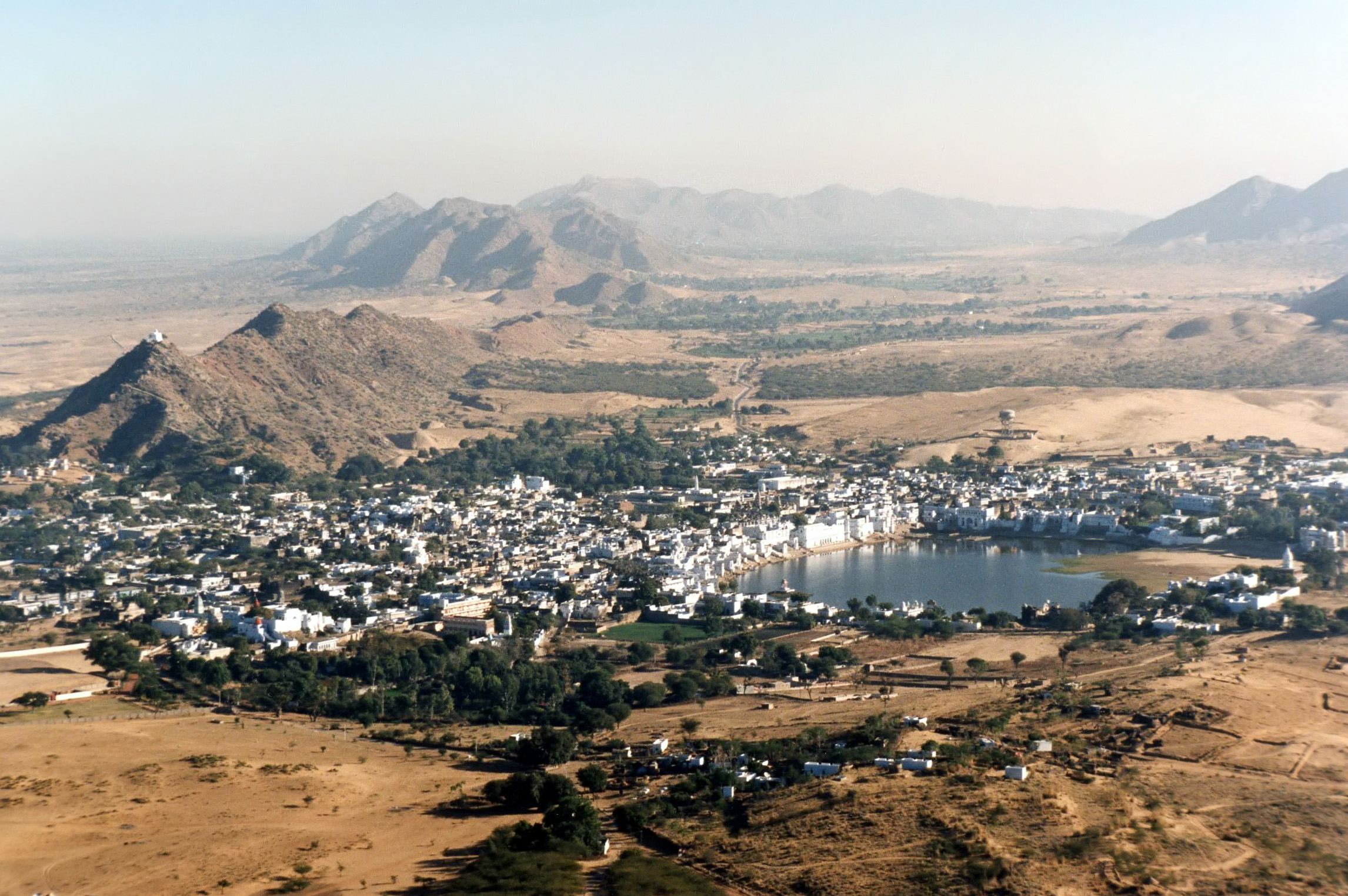
Die Stadt Pushkar am Rand der Wüste Thar

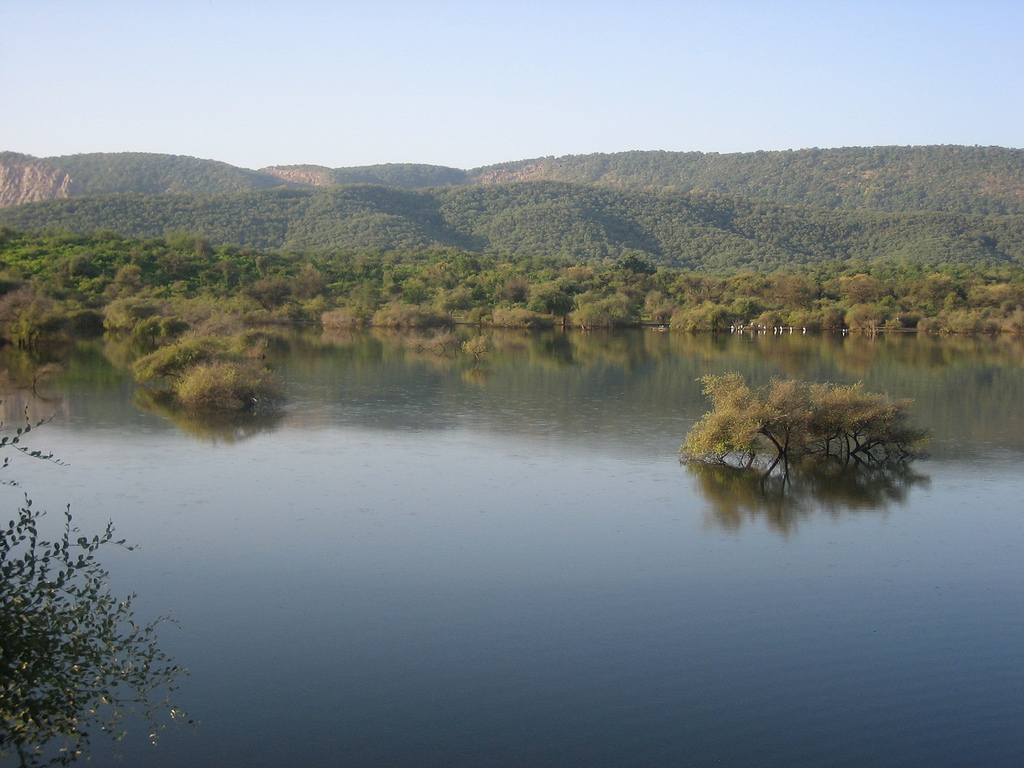
Ein See im Sarisk-Naturschutzgebiet im Aravalligebirge

Rajasthan grenzt an die Bundesstaaten Punjab, Haryana, Uttar Pradesh, Madhya Pradesh und Gujarat (im Uhrzeigersinn, beginnend im Norden), sowie an die pakistanischen Provinzen Sindh und Punjab. Mit 342.239 Quadratkilometern ist Rajasthan Indiens flächengrößter Bundesstaat und nur wenig kleiner als Deutschland.
Der Nordwesten Rajasthans ist durch die Thar-Wüste gekennzeichnet, die in die Cholistan in Pakistan übergeht. Zwischen der Wüste und den fruchtbareren Ebenen im Osten und Südosten liegt das Aravalligebirge, das als Klima- und Wasserscheide fungiert. Der Südosten Rajasthans geht allmählich in das Hochland von Dekkan über.

### Größte Städte
(Stand: Volkszählung 2011)
|   | Stadt    | Einwohner |    |                | Stadt   | Einwohner |
| 1 | Jaipur   | 3.073.350 | 8  | Alwar          | 315.310 |           |
| 2 | Jodhpur  | 1.033.918 | 9  | Bharatpur      | 252.109 |           |
| 3 | Kota     | 1.001.365 | 10 | Sikar          | 237.579 |           |
| 4 | Bikaner  | 647.804   | 11 | Pali           | 229.956 |           |
| 5 | Ajmer    | 542.580   | 12 | Sri Ganganagar | 224.773 |           |
| 6 | Udaipur  | 451.735   | 13 | Tonk           | 165.363 |           |
| 7 | Bhilwara | 360.009   | 14 | Kishangarh     | 155.019 |           |

### Auswirkungen des Klimawandels
Rajasthan ist in den Sommermonaten regelmäßig von starker Hitze betroffen. In den letzten Jahren häufen sich jedoch Extremtemperaturen, die 45 °C überschreiten. Im Sommer 2019 wurden am Rande der Wüste in Rajasthan 51 °C gemessen und am 17. Mai 2020 in der Stadt Churu 50 °C.

## Bevölkerung

### Demografie

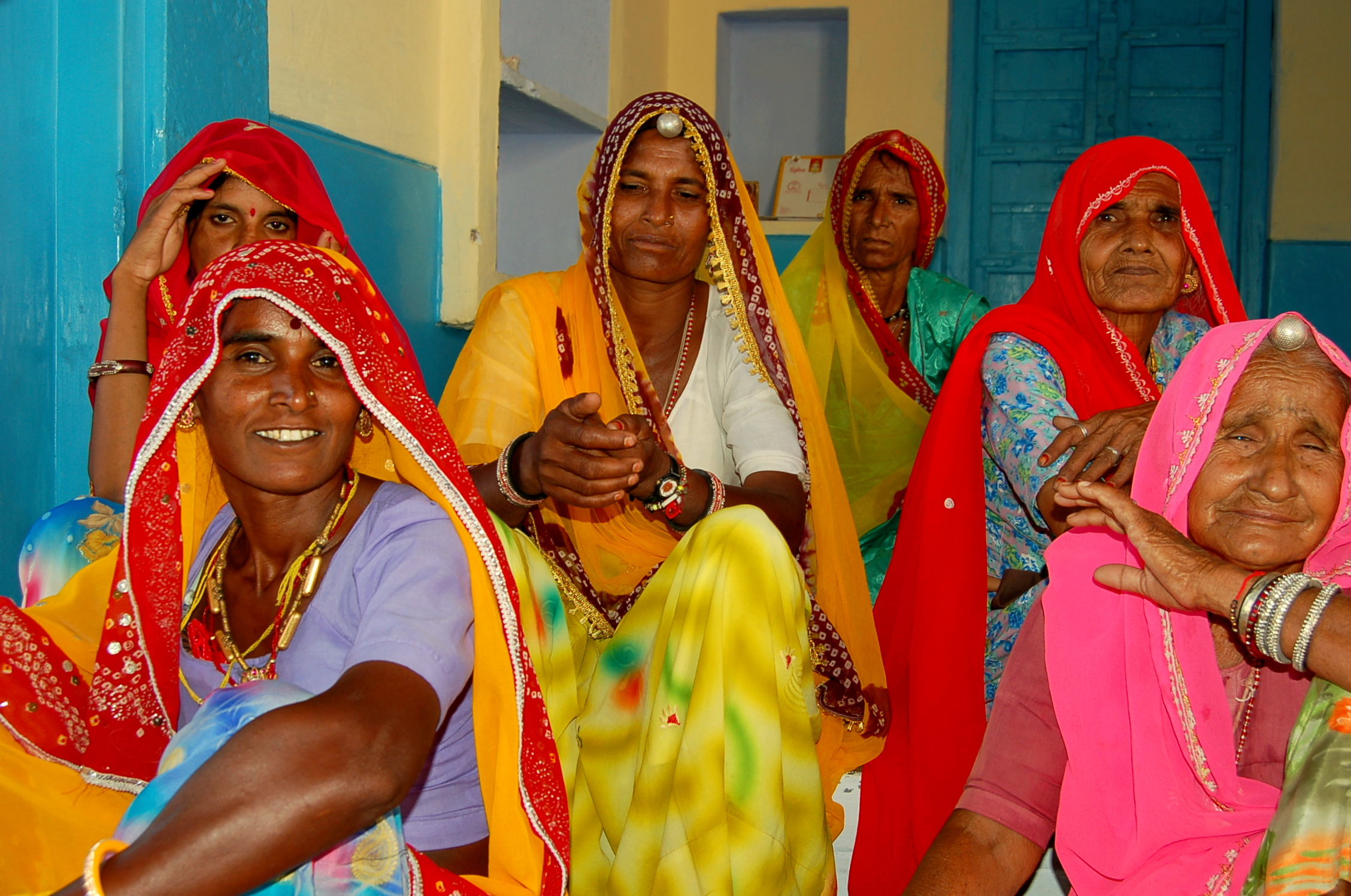
Eine Gruppe von Rajasthani-Frauen

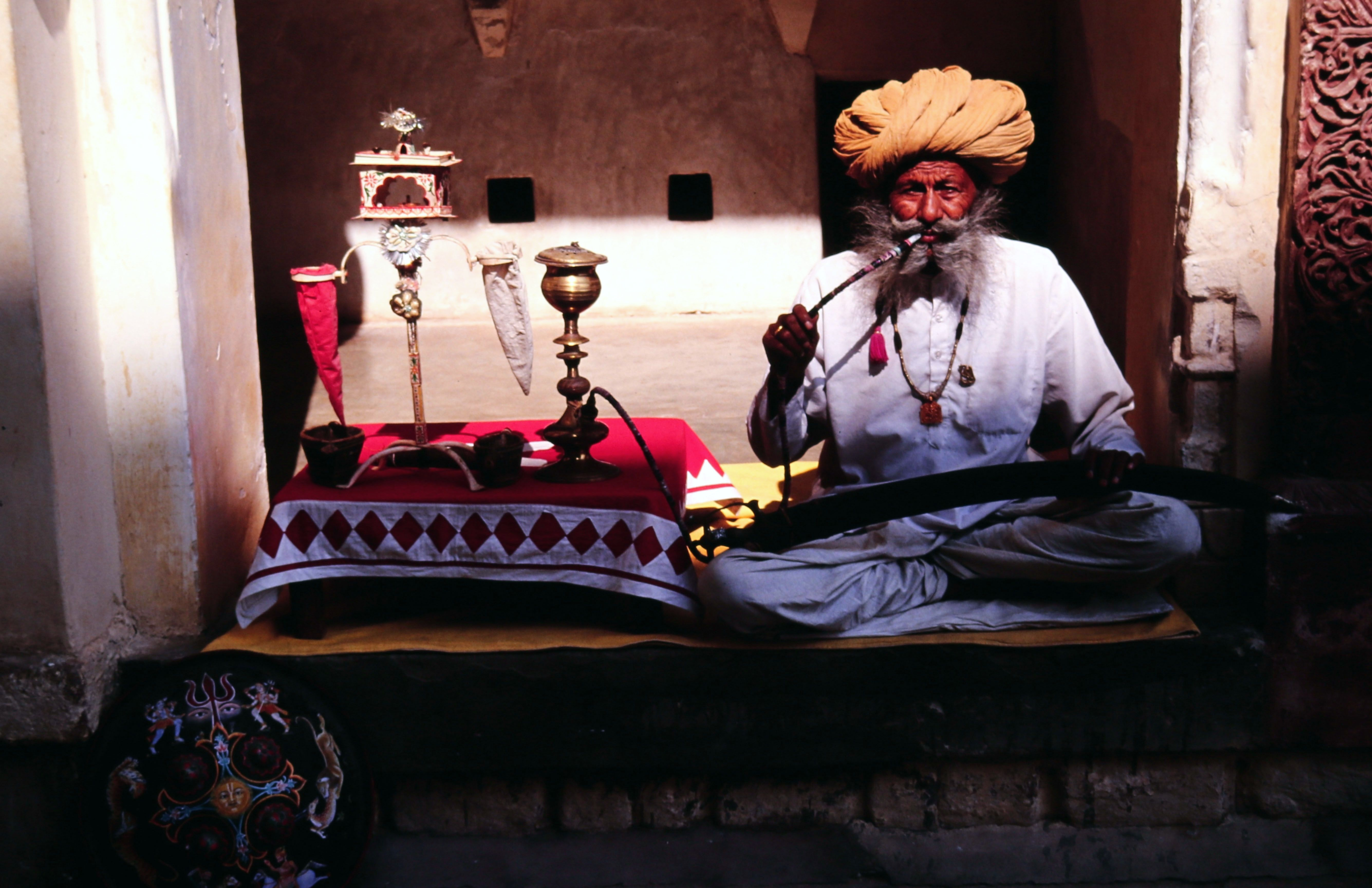
Ein Rajasthani aus Jodhpur

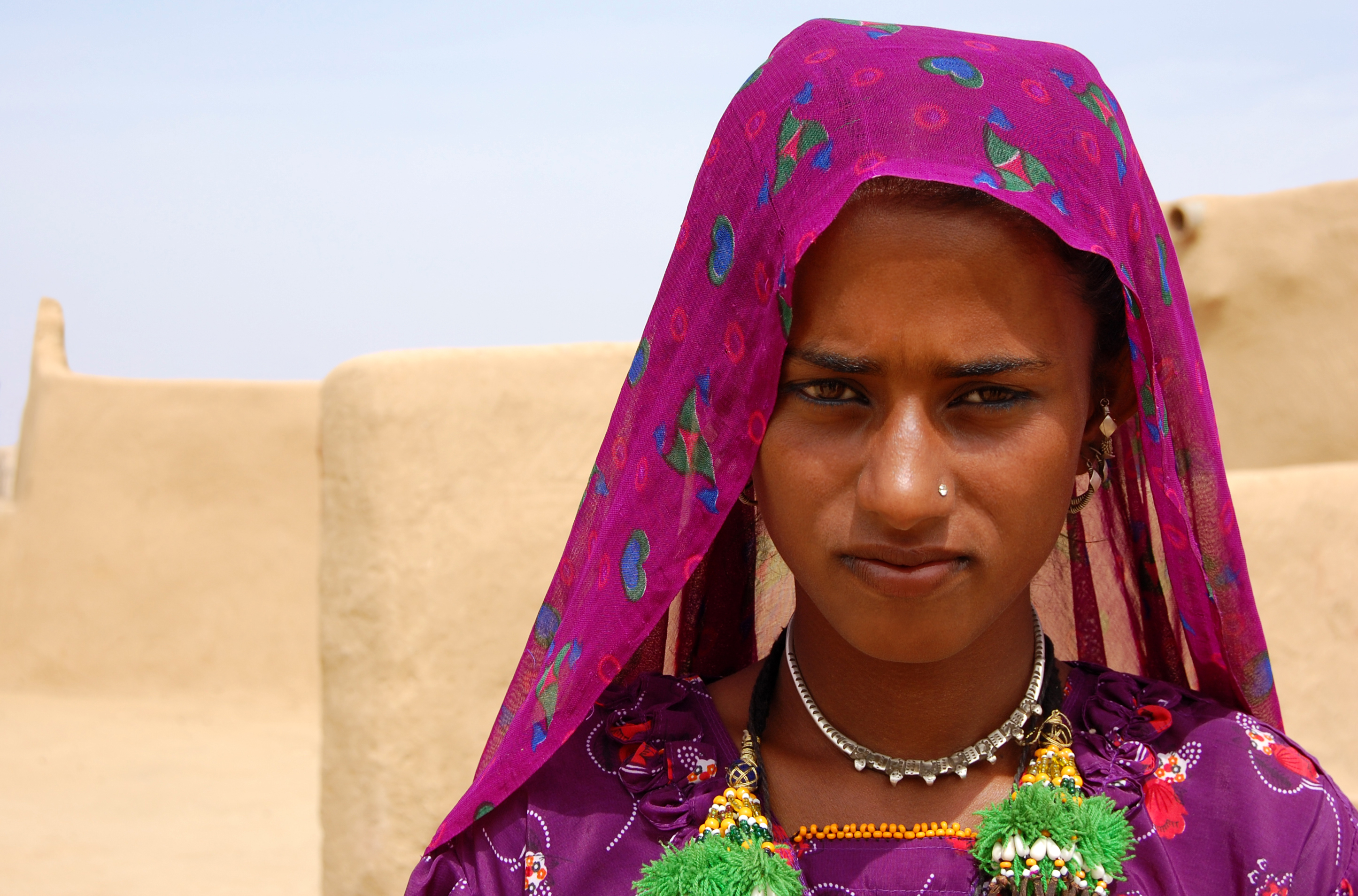
Eine junge Muslimin in der Thar-Wüste nahe Jaisalmer, 2009

Nach der indischen Volkszählung 2011 hat Rajasthan 68.621.012 Einwohner. Gemessen an der Einwohnerzahl ist Rajasthan Indiens siebtgrößter Bundesstaat. Die Bevölkerungsentwicklung ist stark ansteigend: Zwischen 2001 und 2011 wuchs die Einwohnerzahl um 21 Prozent und damit schneller als im Landesmittel (18 Prozent). Verglichen mit dem Rest Indiens ist Rajasthan wegen der ausgedehnten Wüstenflächen relativ dünn besiedelt: Die Bevölkerungsdichte liegt mit 200 Einwohnern pro Quadratkilometer deutlich unter dem Landesdurchschnitt (382 Einwohner pro Quadratkilometer), entspricht aber immer noch der Bevölkerungsdichte Deutschlands. Ein großer Teil der Bevölkerung konzentriert sich auf die ländlichen Gebiete: Nur 25 Prozent der Einwohner Rajasthans leben in Städten. Der Urbanisierungsgrad liegt damit unter dem gesamtindischen Durchschnitt von 31 Prozent. Das Geschlechterverhältnis ist unausgeglichen: Auf 1000 Männer kommen nur 928 Frauen (der indische Durchschnitt beträgt 943). Unter den 0- bis 6-Jährigen sind es sogar nur 888 Mädchen auf 1.000 Jungen (Gesamtindien: 919).
66 Prozent der Einwohner Rajasthans können lesen und schreiben (Männer 79 Prozent, Frauen 52 Prozent). Die Alphabetisierungsrate gehört zu den niedrigsten Indiens und liegt deutlich unter dem Landesdurchschnitt von 73 Prozent (Stand jeweils Volkszählung 2011). Im Zeitraum von 2010 bis 2014 betrug die durchschnittliche Lebenserwartung 67,7 Jahre (der indische Durchschnitt betrug 67,9 Jahre). Die Fertilitätsrate betrug 2,34 Kinder pro Frau (Stand: 2016) während der indische Durchschnitt im selben Jahr bei 2,23 Kindern lag.
Die Einwohner Rajasthans bezeichnen sich als Rajasthani. Außerhalb Rajasthans wird häufig der Begriff Marwari, der eigentlich für die Bewohner der Marwar-Region steht, kollektiv für alle Rajasthanis benutzt. Eine Minderheit unter der Bevölkerung des Bundesstaates stellen die Adivasi (Angehörige der indigenen Stammesbevölkerung). 9,2 Millionen Einwohner Rajasthans (14 Prozent der Bevölkerung) werden als Angehörige der Stammesbevölkerung (Scheduled Tribes) klassifiziert. Die Adivasi-Bevölkerung konzentriert sich auf die Berggegenden des Aravalligebirges. In den Distrikten Banswara, Dungarpur und Pratapgarh stellen sie die Bevölkerungsmehrheit. Die beiden mit Abstand größten Adivasi-Gruppen Rajasthans sind die Mina und die Bhil, die zusammen über 90 Prozent der Stammesbevölkerung des Bundesstaates ausmachen.

### Entwicklung der Einwohnerzahl
Zensusbevölkerung von Rajasthan (in den heutigen Grenzen) seit der ersten Volkszählung im Jahr 1951.
| Zensusjahr | Einwohnerzahl |
| ---------- | ------------- |
| 1951       | 15.971.130    |
| 1961       | 20.156.540    |
| 1971       | 25.765.810    |
| 1981       | 34.361.860    |
| 1991       | 44.005.990    |
| 2001       | 56.473.300    |
| 2011       | 68.621.012    |

### Sprachen
Die Amtssprache Rajasthans ist Hindi. Nach der indischen Volkszählung 2001 ist es die Sprache von 91 Prozent der Bevölkerung des Bundesstaates. Die meisten Menschen in Rajasthan sprechen im Alltag einen der Dialekte, die unter dem Oberbegriff Rajasthani zusammengefasst werden. Die Beziehung zwischen dem Rajasthani und dem Hindi ist komplex: Das Rajasthani unterscheidet sich sprachlich hinreichend stark vom Standard-Hindi, dass es als eigenständige Sprache klassifiziert werden könnte, und verfügt über eine eigenständige Literaturtradition. Gleichzeitig gewinnt das Standard-Hindi in Rajasthan als Amts- und Bildungssprache an Raum und entwickelt sich mehr und mehr zur Dachsprache für die Rajasthani-Dialekte. In offiziellen Statistiken wird das Rajasthani zum Hindi gezählt. Tatsächlich hatten bei der Volkszählung 32 Prozent der Bevölkerung Rajasthani als Muttersprache angegeben, 27 Prozent Hindi und 33 Prozent einen spezifischen Rajasthani-Dialekt (darunter 11 Prozent Marwari, 9 Prozent Mewari, 4 Prozent Harauti, 3 Prozent Dhundhari und 3 Prozent Bagri).
Weitere in Rajasthan gesprochene Sprachen sind das Bhili (knapp 5 Prozent), das in Form des Wagdi-Dialektes unter dem Adivasi-Volk der Bhil verbreitet ist, das Panjabi (2 Prozent) sowie unter den Muslimen das Urdu (1,2 Prozent). Englisch ist wie in ganz Indien als Verkehrs- und Bildungssprache präsent.

### Religionen
Die große Mehrheit der Einwohner Rajasthans sind Hindus. Nach der Volkszählung 2011 stellen sie 89 Prozent der Bevölkerung. Zum Islam bekennen sich 9 Prozent der Bevölkerung. Kleinere Minderheiten stellen mit jeweils rund 1 Prozent die Sikhs, die sich vor allem auf die Distrikte an der Grenze zum Punjab konzentrieren, sowie die Jainas, die trotz ihres geringen Bevölkerungsanteils wichtige Beiträge zur Kulturgeschichte Rajasthans geleistet haben.

## Geschichte

Rajasthan zur Zeit der britischen Herrschaft

Verwaltungsgliederung Rajasthans

In Britisch-Indien wurde Rajasthan Rajputana (Land der Rajputen) genannt und stand ganz überwiegend unter der Herrschaft einheimischer Fürsten. Eine Ausnahme bildete lediglich die Doppelenklave Ajmer-Merwara, die schon 1818 an die Britische Ostindien-Kompanie gekommen war und seither unter direkter britischer Verwaltung stand. Die Fürstenstaaten waren in der Rajputana Agency organisiert.
In den Jahren 1899 bis 1902 gehörte Rajputana zu den am stärksten von einer großen Hungersnot betroffenen Gebieten.
Im Jahr 1947, dem Jahr der Unabhängigkeit Indiens, waren in der Rajputana Agency 19 Fürstenstaaten zusammengeschlossen:
| Nr. | Staat            | Fläche (Quadratmeilen) | Einwohner (Zensus 1941) | Steuereinnahmen (1945–46, Rupien) |
| --- | ---------------- | ---------------------- | ----------------------- | --------------------------------- |
| 01. | Jaipur           | 15.601                 | 3.040.876               | 28.050.000                        |
| 02. | Bikaner          | 23.317                 | 1.992.938               | 23.951.333                        |
| 03. | Marwar / Jodhpur | 16.071                 | 2.555.904               | 21.610.000                        |
| 04. | Mewar / Udaipur  | 12.941                 | 1.926.698               | 13.000.000                        |
| 05. | Alwar            | 03.217                 | 0.823.055               | 07.000.000                        |
| 06. | Bharatpur        | 01.972                 | 0.575.625               | 06.498.020                        |
| 07. | Kota             | 05.725                 | 0.777.398               | 05.300.000                        |
| 08. | Tonk             | 02.553                 | 0.359.933               | 03.449.432                        |
| 09. | Bundi            | 00.222                 | 0.249.374               | 03.300.000                        |
| 10. | Dungarpur        | 00.146                 | 0.274.282               | 02.200.000                        |
| 11. | Banswara         | 01.606                 | 0.299.913               | 01.634.256                        |
| 12. | Dholpur          | 01.293                 | 0.286.901               | 01.553.000                        |
| 13. | Sirohi           | 01.994                 | 0.233.870               | 01.544.600                        |
| 14. | Kishangarh       | 00.853                 | 0.104.155               | 02.454.690                        |
| 15. | Jhalawar         | 00.813                 | 0.122.299               | 01.000.000                        |
| 16. | Pratapgarh       | 00.889                 | 00.91.767               | 00.980.000                        |
| 17. | Karauli          | 01.227                 | 0.152.413               | 00.700.000                        |
| 18. | Jaisalmer        | 16.062                 | 00.93.246               | 00.540.000                        |
| 19. | Shahpura         | 00.405                 | 00.61.176               | 00.418.000                        |

Hinzu kamen noch die drei kleinen Herrschaften von Kushalgarh, Lawa und Neemrana mit nur wenigen Tausend Einwohnern.
Die Fürstenstaaten schlossen sich in der Folgezeit zu Unionen zusammen, deren Vorsitz als Rajpramukh jeweils ein regierender Fürst hatte.
Alwar, Bharatpur, Dholpur und Kaurauli bildeten am 17. März 1948  die Matsayas Union (Matsya Sangha). Banswara, Kushalgarh, Bundi, Kota, Tonk, Jhalawar, Partabgarh, Shahpura, Kishangarh und Dungarpur schlossen sich am 25. März 1948 zur Rajasthan Union (Rajasthan Sangh) mit dem Rajpramukh Maharao von Kota zusammen. Am 18. April 1948 trat Mewar (Udaipur) diesem Bund bei, der in United State of Rajasthan (Sanyukta Rajasthan Sangha) umbenannt wurde. Rajpramukh war dann der Maharadscha von Udaipur. Jaipur, Marwar (Jodhpur), Jaisalmer und Bikaner, sowie Lawa und Nimrana schlossen sich am 30. März 1949 der Konföderation an, die sich Greater Rajasthan nannte und unter dem Rajpramukh Maharadscha von Jaipur stand. Am 7. April 1949 schlossen sich 15 Rajputenstaaten formell an Indien an. Matsya Sangha und Greater Rajasthan vereinigten sich am 15. Mai 1949 zu United Greater Rajasthan. Als letzter Fürstenstaat schloss sich am 26. Januar 1950 Sirohi United Greater Rajasthan an, das danach den Namen United Rajasthan führte. Mit dem Inkrafttreten der Verfassung der Republik Indien am 26. Januar 1950 wurde Rajasthan ein Bundesstaat Indiens.
Im States Reorganisation Act im November 1956 erfolgte eine Arrondierung der Grenzen Rajasthans. Ajmer-Merwara und ein kleines Grenzgebiet im heutigen Distrikt Banaskantha kamen an Rajasthan und dafür wurde die Exklave um Sironj an Madhya Pradesh abgetreten. Seitdem sind die Grenzen Rajasthans unverändert geblieben.

## Politik

### Politisches System
Die Legislative des Bundesstaates Rajasthan besteht aus einem Einkammernparlament, der Rajasthan Legislative Assembly oder Rajasthan Vidhan Sabha. Die 200 Abgeordneten werden alle fünf Jahre durch Direktwahl bestimmt. Sitz des Parlaments ist Jaipur. Im gesamtindischen Parlament ist Rajasthan mit 25 Abgeordneten in der Lok Sabha, dem Unterhaus, und mit zehn Sitzen in der Rajya Sabha, dem Oberhaus, vertreten.
Der Chief Minister (Regierungschef) des Bundesstaates Rajasthan wird vom Parlament gewählt. An der Spitze des Bundesstaats steht jedoch der vom indischen Präsidenten ernannte Gouverneur (Governor). Seine Hauptaufgaben sind die Ernennung des Chief Ministers und dessen Beauftragung mit der Regierungsbildung.
Höchster Gerichtshof Rajasthans ist der Rajasthan High Court mit Sitz in Jodhpur. Eine Zweigstelle des High Courts besteht seit 1976 in Jaipur.

### Parteien
Die Parteipolitik Rajasthans wird von zwei überregionalen Parteien, dem Indischen Nationalkongress (INC) und der Bharatiya Janata Party (BJP) dominiert. In den Jahrzehnten nach der Unabhängigkeit stellte die Kongresspartei sämtliche Regierungen Rajasthans, seit den 1990er Jahren wechselt sie sich regelmäßig mit der hindunationalistischen BJP an der Macht ab. Bei der letzten Parlamentswahl im Dezember 2013 wurde die Kongressregierung abgewählt, während die BJP einen deutlichen Wahlsieg errang: Die BJP konnte 162 von 199 Wahlkreisen für sich entscheiden. Die Kongresspartei fiel deutlich abgeschlagen auf den zweiten Platz zurück und zog nur mit 21 Abgeordneten im Parlament ein. Ebenfalls im Parlament vertreten waren drei kleinere Parteien: Die National People’s Party (NPP), die sich als Interessenvertretung der Adivasi (Stammesvölker) versteht, und erstmals in Rajasthan zur Wahl antrat, aber mit nur vier gewonnenen Wahlkreisen hinter ihren Erwartungen zurückblieb. Die Bahujan Samaj Party (BSP), welche ihre Anhängerschaft unter den Dalit (Kastenlosen) hat, konnte mit drei Sitzen im Parlament in Rajasthan nicht an ihre Erfolge im Nachbarbundesstaat Uttar Pradesh anknüpfen. Mit zwei Abgeordneten zog die neugegründete National Unionist Zamindara Party (NUZP), eine Interessenvertretung von Guar-Bauern, ins Parlament ein. Ferner schafften noch sieben unabhängige Kandidaten den Einzug ins Parlament. Als Ergebnis der Wahl wurde am 13. Dezember 2013 die BJP-Politikerin Vasundhara Raje als Chief Ministerin von Rajasthan im Amt vereidigt. Raje hatte bereits von 2003 bis 2008 als erste Frau das Amt ausgeübt.
Bei der gesamtindischen Parlamentswahl 2014 gewann die BJP alle 25 Lok-Sabha-Wahlkreise.
Die Wahl zum Bundesstaatsparlament am 7. Dezember 2018 wurde von der Kongresspartei gewonnen, die mit 99 Mandaten nur knapp die absolute Mehrheit verfehlte. Später kam im Rahmen einer Nachwahl noch ein weiteres Mandat hinzu. Die BJP kam auf 73 Mandate und die BSP auf 6. Neben 13 parteilosen Abgeordneten schafften es noch eine Reihe von Abgeordneten von Kleinstparteien ins Parlament: ein Abgeordneter der Rashtriya Lok Dal (RLD), einer Regionalpartei aus dem benachbarten Uttar Pradesh, zwei Abgeordnete der Bharatiya Tribal Party (BTP), einer im Vorjahr von dem Adivasi-Politiker und ehemaligen JD(U)-Abgeordneten Chhotubhai Vasava im benachbarten Gujarat gegründeten Interessenpartei, zwei Abgeordnete der Kommunisten-Marxisten CPI(M) und drei Abgeordnete der kurz vor der Wahl vom BJP-Dissidenten Hanuman Beniwal gegründeten Rashtriya Loktantrik Party (RLP).
Am 17. Dezember 2018 wurde Ashok Gehlot als neuer Chief Minister vereidigt. Er hatte dieses Amt bereits 1998 bis 2003 und 2008 bis 2013 innegehabt. Die folgende Wahl am 25. November 2023 wurde mit deutlicher Mehrheit von der BJP gewonnen, die ab dem 15. Dezember 2023 eine Regierung unter Chief Minister Bhajan Lal Sharma bildete.

## Verwaltungsgliederung

### Distrikte und Divisionen

Distrikte Rajasthans

Rajasthan ist in 33 Distrikte unterteilt, die sich auf die 7 Divisionen Ajmer, Bharatpur, Bikaner, Jaipur, Jodhpur, Kota und Udaipur verteilen (Daten nach der Volkszählung 2011):
| Distrikt       | Verwaltungssitz | Fläche     | Einwohner (2011) | Bev.- dichte |
| -------------- | --------------- | ---------- | ---------------- | ------------ |
| Ajmer          | Ajmer           | 8.481 km²  | 2.583.052        | 305 Ew./km²  |
| Alwar          | Alwar           | 8.380 km²  | 3.674.179        | 438 Ew./km²  |
| Banswara       | Banswara        | 4.522 km²  | 1.797.485        | 397 Ew./km²  |
| Baran          | Baran           | 6.992 km²  | 1.222.755        | 175 Ew./km²  |
| Barmer         | Barmer          | 28.387 km² | 2.603.751        | 92 Ew./km²   |
| Bharatpur      | Bharatpur       | 5.066 km²  | 2.548.462        | 503 Ew./km²  |
| Bhilwara       | Bhilwara        | 10.455 km² | 2.408.523        | 230 Ew./km²  |
| Bikaner        | Bikaner         | 30.239 km² | 2.363.937        | 78 Ew./km²   |
| Bundi          | Bundi           | 5.776 km²  | 1.110.906        | 192 Ew./km²  |
| Chittorgarh    | Chittorgarh     | 7.822 km²  | 1.544.338        | 197 Ew./km²  |
| Churu          | Churu           | 13.835 km² | 2.039.547        | 147 Ew./km²  |
| Dausa          | Dausa           | 3.432 km²  | 1.634.409        | 476 Ew./km²  |
| Dholpur        | Dholpur         | 3.033 km²  | 1.206.516        | 398 Ew./km²  |
| Dungarpur      | Dungarpur       | 3.770 km²  | 1.388.552        | 368 Ew./km²  |
| Hanumangarh    | Hanumangarh     | 9.656 km²  | 1.774.692        | 184 Ew./km²  |
| Jaipur         | Jaipur          | 11.143 km² | 6.626.178        | 595 Ew./km²  |
| Jaisalmer      | Jaisalmer       | 38.401 km² | 669.919          | 17 Ew./km²   |
| Jalor          | Jalor           | 10.640 km² | 1.828.730        | 172 Ew./km²  |
| Jhalawar       | Jhalawar        | 6.219 km²  | 1.411.129        | 227 Ew./km²  |
| Jhunjhunu      | Jhunjhunu       | 5.928 km²  | 2.137.045        | 361 Ew./km²  |
| Jodhpur        | Jodhpur         | 22.850 km² | 3.687.165        | 161 Ew./km²  |
| Karauli        | Karauli         | 5.524 km²  | 1.458.248        | 264 Ew./km²  |
| Kota           | Kota            | 5.217 km²  | 1.951.014        | 374 Ew./km²  |
| Nagaur         | Nagaur          | 17.718 km² | 3.307.743        | 187 Ew./km²  |
| Pali           | Pali            | 12.387 km² | 2.037.573        | 164 Ew./km²  |
| Pratapgarh     | Pratapgarh      | 4.449 km²  | 867.848          | 195 Ew./km²  |
| Rajsamand      | Rajsamand       | 4.655 km²  | 1.156.597        | 248 Ew./km²  |
| Sawai Madhopur | Sawai Madhopur  | 4.498 km²  | 1.335.551        | 297 Ew./km²  |
| Sikar          | Sikar           | 7.732 km²  | 2.677.333        | 346 Ew./km²  |
| Sirohi         | Sirohi          | 5.136 km²  | 1.036.346        | 202 Ew./km²  |
| Sri Ganganagar | Sri Ganganagar  | 10.978 km² | 1.969.168        | 179 Ew./km²  |
| Tonk           | Tonk            | 7.194 km²  | 1.421.326        | 198 Ew./km²  |
| Udaipur        | Udaipur         | 11.724 km² | 3.068.420        | 262 Ew./km²  |

### Kommunale Selbstverwaltung
Rajasthan besitzt 9 Municipal Corporations (Nagar Nigam):
- Ajmer
- Bharatpur
- Bhilwara
- Bikaner
- Bundi
- Jaipur
- Jodhpur
- Kota
- Udaipur

## Wirtschaft
Die Wirtschaft Rajasthans basiert auf dem Anbau von Baumwolle, Hirse, Mais, Weizen, Hülsenfrüchten und Gerste. In den Wüstengebieten leben Viehzüchter, die Schafe, Ziegen und Kamele züchten. Außerdem werden in Rajasthan Blei-Zink-Erze, Marmor, Glimmer und Gips abgebaut. Gut ausgebaut ist die Wollindustrie sowie die Teppichweberei.
Mit einem Pro-Kopf Bruttoinlandsprodukt von 65.974 Rupien (1.433 US-Dollar) im Jahre 2015 lag Rajasthan auf Platz 19 von 29 indischen Bundesstaaten und damit unterhalb des indischen Durchschnitts. 31,6 % der Bevölkerung waren 2005 unterernährt, was die dritthöchste Rate unter den Bundesstaaten von Indien war.
Mit einem Wert von 0,601 erreicht Rajasthan 2015 den 22. Platz unter den 29 Bundesstaaten Indiens im Index der menschlichen Entwicklung und ist damit unterdurchschnittlich entwickelt.

### Energie
Rajasthan ist in den 2020er Jahren zu einem Zentrum der Solarindustrie in Indien geworden, wobei der Staat sich aufgrund seiner großen Wüstenflächen hervorragend für die Erzeugung von Sonnenenergie eignet. 2020 wurde der Solarpark Bhadla in der Wüste Thar zum zu diesem Zeitpunkt größte Solarpark der Welt. 2024 hatte die Solarenergie einen Anteil von 51 % am Energiemix, gefolgt von Wärmekraft (32 %), Windenergie (12 %), Wasserkraft (4 %) und Kernenergie (1 %).

### Tradition der Wasserverwertung
Jahrhundertelang war der sommerliche Regen in Indien der direkte Wasserlieferant. Die Menschen sammelten das kostbare Nass in großen Becken und Wassertanks, um auch in der trockenen Jahreszeit genug Wasser für ihre Felder zu haben. Dazu legten sie künstliche Seen an, die ihr Wasser aus zuführenden Kanälen erhielten. Die Wüste Thar gilt aus diesem Grund als die bevölkerungsreichste Wüste der Welt.

### Überleben in der Wüste
Die Wüstenstadt Jaisalmer im Westen Rajasthans war über Jahrhunderte eine blühende Handelsstadt. Und der „Tanka“ vor den Toren der Stadt hat dabei eine entscheidende Rolle gespielt. Im 14. Jahrhundert wurde dieser künstliche See mit Namen Gadisar angelegt. Jedes Jahr vor der Regenzeit wurden das Seebett und alle Zuflüsse gereinigt. Die Menschen hielten ihren See sauber. Er sollte das ganze Jahr Trinkwasser liefern. Waschen und Baden im See waren verboten. In der Regel überstand der See sogar die Trockenzeit. Wenn das Wasser doch verdunstete, betrieben die Menschen im feuchten Bett Ackerbau.

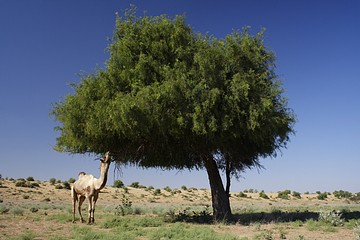
Khejri-Baum

Trinkwasser lieferten dann die zahlreichen Brunnen in der Stadt rund um den See. Das im See angestaute Regenwasser hatte Zeit, langsam im Boden zu versickern und das Grundwasser anzufüllen. In den trockenen Monaten lieferten die Brunnen dann noch genug Wasser für die Bewässerung der Felder.

### Khejri-Baum
Wichtigste Pflanze in den Wüstengebieten Rajasthans ist der zu den Hülsenfrüchtlern zählende immergrüne Khejri-Baum (Prosopis cineraria), dessen Zweige und Blätter in Trockenzeiten als Tierfutter dienten; seine Nutzung ist schon seit langem durch Dorfgesetze geregelt.

### Staudämme mit negativen Folgen
In den letzten Jahren hat der See Gadisar extrem leiden müssen. Die traditionellen Regenwassersammelsysteme – nicht nur in Jaisalmer, auch in vielen anderen Orten Rajasthans – sind zusammengebrochen. Die Ursache sehen viele Experten in den modernen Bewässerungssystemen.
Die Briten brachten einst das Wasserwirtschafts-Know-how aus Europa nach Indien. Nach der Unabhängigkeit wollte der erste indische Premierminister Jawaharlal Nehru in Indien eine moderne zentrale Wasserversorgung aufbauen. Als „Tempel des Fortschritts“ bezeichnete er die Staudämme.
In den letzten 50 Jahren sind in Indien Hunderte riesiger Staudämme gebaut worden. Kilometerlange Kanäle wie der Rajasthankanal versorgen auch trockene Regionen Indiens mit Wasser. Das ganze Jahr über genug Wasser, vor allem zur Bewässerung der Landwirtschaft war das Ziel der staatlichen zentralen Wasserversorgung. Doch die Folgen waren schon nach wenigen Jahren sichtbar. Der Boden versalzte. Die Staudämme gruben den Flüssen das Wasser ab, und es konnte sich kaum Grundwasser neu bilden. In den Trockenperioden können die Stauseen zudem nicht genug Wasser liefern. Besonders die Wüste Thar ist dafür ein typisches Beispiel.
So fließt das Wasser im Kanal manchmal nur einmal in der Woche, wenn überhaupt. Trotz staatlich organisierter Bewässerung sind Dürren heute häufiger als vor 40 Jahren. Und den Dürreperioden folgen in der Regel Hungerkatastrophen, weil die Bauern ihre Felder nicht bewässern können. Das Grundwasser ist über Jahre nicht aufgefüllt worden und die Brunnen bleiben leer. Dies seien selbstgemachte Dürren, sagen Umweltaktivisten, denn es gäbe mit dem jährlichen Regen eigentlich genug Wasser, wenn man sich der alten Traditionen besinnen würde.

### Umweltorganisationen fördern traditionelles Sammeln von Regenwasser
Umweltorganisationen in Indien, wie das Centre for Science and Environment (CSE), haben vor über 20 Jahren damit begonnen, die alten traditionellen Methoden des Regenwassersammelns zu dokumentieren und Pilotprojekte aufzubauen. In Rajasthan heißen die einfachsten Lösungen für die Bauern Johads.
Ein Johad ist ein halbmondförmiger Teich, der so in der Landschaft liegt, dass er in der Regenzeit viele kleine Bäche und Quellen aus einer größeren Umgebung auffangen kann. Jeder Johad ist anders in Größe und Form, je nach Bodenbeschaffenheit oder Topographie. Dieser kleine See entsteht durch Anhäufen von Erdwällen. Ihre Funktion ist, Wasser zu stauen, das die Menschen nach der Regenzeit nutzen. Noch wichtiger sind sie allerdings für das Grundwasser. Denn die enormen Niederschläge würden sonst weggespült werden und zu Landerosionen führen. Durch das Anstauen hat das Wasser aber genug Zeit, um langsam im Boden zu versickern und zu Grundwasser zu werden. Seit die Farmer wieder Johads bauen, ist der Grundwasserpegel angestiegen. Es lohnt sich auch wieder, Brunnen zu bauen. Schon nach wenigen Jahren machen sich die Johads für die Dorfgemeinschaften bezahlt. Sie können jetzt auch ihre Felder wieder bewässern und haben das ganze Jahr über genug zu essen sowie Futter für ihr Vieh.
In anderen Landesteilen Indiens gibt es noch weitere traditionelle Sammeltechniken. CSE hat sie alle dokumentiert und durch moderne Systeme, die großstadttauglich sind, erweitert. Seit einiger Zeit werden im ganzen Land sogenannte Regencenter aufgebaut, in denen das traditionelle und moderne Regenwasser-Wissen vermittelt wird.
Die Menschen werden jetzt wieder verstärkt in die Wasserversorgung einbezogen. Das gehört zum Konzept des CSE und anderer Hilfsorganisationen in Indien. Die Menschen sollen die Verantwortung für ihr Wasser wieder selbst tragen.

### Ergebnisse
Früher war der größte Teil des Alwar-Distrikts auf der Landkarte als „dunkle Zone“ aufgeführt, als Gebiet, in dem es kaum noch Grundwasser gibt. Heute, 15 Jahre und viele Johads später, ist es wieder eine „weiße Zone“ mit viel Wasser. Seit 1985 wurden in mehr als 850 Dörfern über 5.000 Johads gebaut. Diese Gegenden sind heute wieder grün, eine moderate Landwirtschaft ist möglich, und die Leute kehren aus den Städten in ihre Dörfer zurück. Jedes Jahr werden 400 neue Johads gebaut und viele kahle Hügelketten neu aufgeforstet. Experten sind überzeugt, dass sich diese Methode der Wassergewinnung auch in anderen Teilen der Welt anwenden ließe, zum Beispiel in den Dürregebieten im Süden Indiens oder in der Sahelzone von Afrika.

## Musik

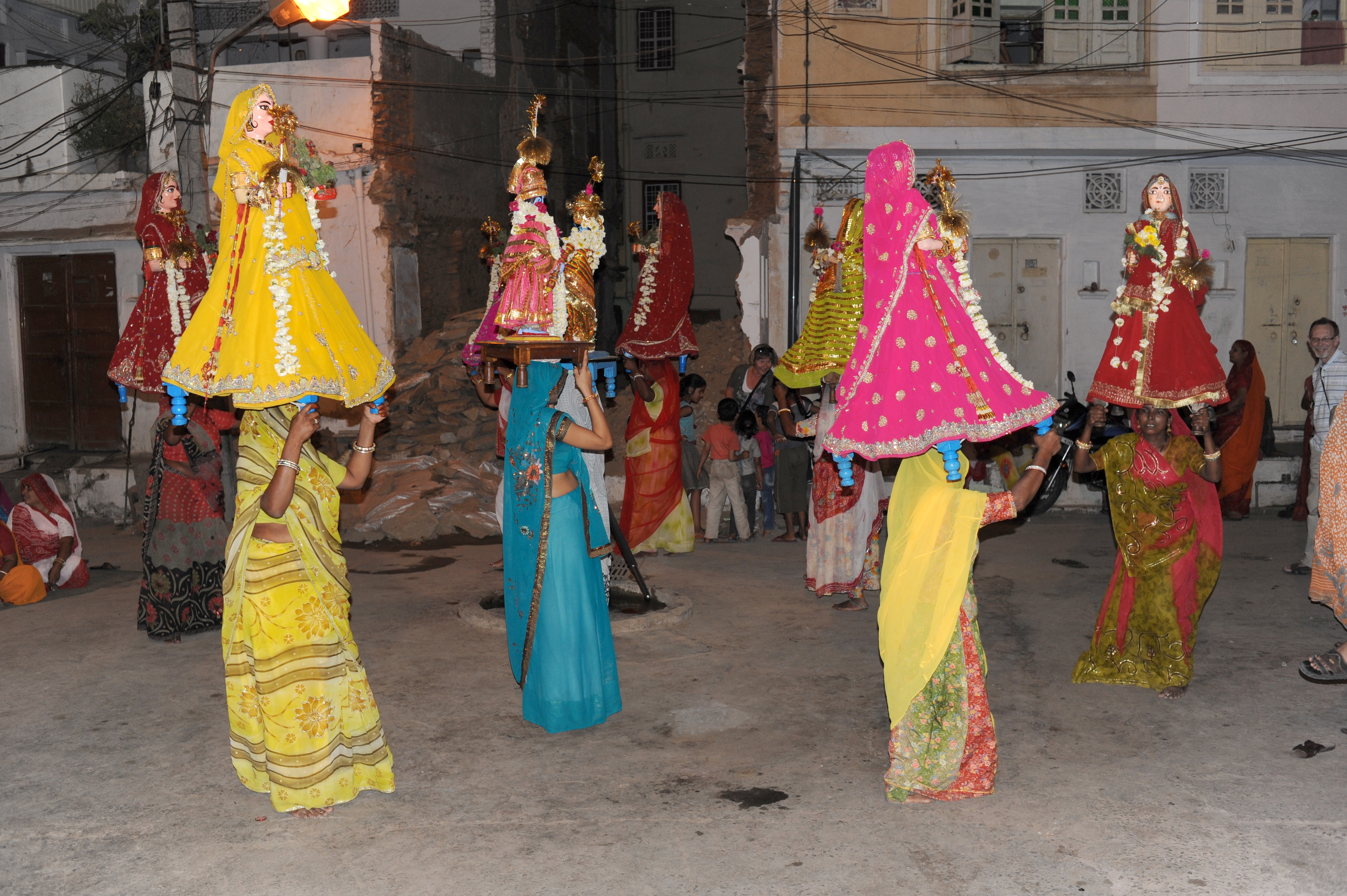
Tänzerinnen mit Gauri-Figuren beim Frühlingsfest Gangaur in Udaipur

Die Herrscher der einstigen Fürstenstaaten waren die wesentlichen Förderer der höfischen indischen Musik. Viele muslimische und hinduistische Musiker lebten in deren Umkreis und traten regelmäßig in den Palästen auf. Als die größten Förderer von Musik und Tanz traten die Rajas von Jaipur hervor. Bei den Hofmusikern von Jaipur liegen die Wurzeln der Dagar-Musikerfamilie, die ihre Tradition des strengen klassischen Gesangsstils Dhrupad bis in das 16. Jahrhundert zurückführen. In Jaipur entstanden weitere Musiktraditionen (Gharanas), in denen vokale und instrumentale Formen des Dhrupad und des weniger strengen Khyal gepflegt werden.
Charakteristischer für Rajasthan als die Formen der klassische Musik sind zahlreiche regionale Volksmusikstile, vor allem die an Tempeln und Schreinen gesungenen religiösen Lieder (bhajan und kirtan). Die Musikkultur wird wesentlich von professionellen Musikern geprägt, die unterschiedlichen Musikerkasten angehören. Die Musiker stehen in einer alten Tradition, die in den Familien vererbt wird, wobei sich wie anderswo die Musik der Frauen und Männer unterscheidet. Einige dieser Musikgruppen sind sesshaft und erhalten regelmäßige Zuwendungen von Angehörigen der lokalen Oberschicht, andere Gruppen reisen zu Festen in entfernte Regionen und suchen neue Auftrittsmöglichkeiten. Die Langas und Manganiyars sind muslimische Musikerkasten, die in der Wüste Thar im Westen leben (Distrikte Jaisalmer, Barmer und Jodhpur). Beide Gruppen nahmen früher am Jajmani-System teil, dem traditionellen Abhängigkeitsverhältnis der Musiker/Darsteller von einem wohlhabenden Unterstützer, an dessen Ernteertrag sie beteiligt waren und von dem sie darüber hinaus zu bestimmten Anlässen Geschenke erhielten. Eine Untergruppe der Langas spielt zwei Varianten der bundlosen Streichlaute sarangi und die Streichlaute surinda zur Gesangsbegleitung, die andere Untergruppe singt nicht, sondern spielt die Kegeloboe surnai, die Maultrommel morchang oder die Doppel-Schnabelflöte santara (entspricht etwa der alghoza). Die kleine zweifellige Zylindertrommel dholak haben die Langas in jüngster Zeit von den Manganiyars übernommen. Die Manganiyars spielen, auch wenn sie Muslime sind, für ihre Auftraggeber religiöse Musik in Hindutempeln. Ihr hauptsächliches Streichinstrument ist die kamaica (kamaicha) mit einem runden Korpus. An die Stelle der kamaica tritt heute häufig ein indisches Harmonium; für den Rhythmus sorgen die zweifelligen Trommeln dhol, dholak und die hölzernen Handklappern kartal. Manche Manganiyar-Sänger spielen nebenbei die Kastenzither swarmandal. In ganz Rajasthan wird die vier- bis fünfsaitige Langhalslaute tandura zur Begleitung religiöser Gesänge eingesetzt.

Eine endgeblasene Rohrflöte, die auch im südlichen Pakistan vorkommt, ist die narh. Im südlichen Rajasthan dient in den Dörfern der Mina-Kaste die Sanduhrtrommel dhak (namensverwandt mit der dhadd) zur Durchführung von Besessenheitsritualen. Eine weitere Musikerkaste von niedriger sozialer Stellung sind die hinduistischen Dholis, benannt nach ihrer großen Trommel. Sie ziehen als Tanz- und Musiklehrer in ganz Nordindien umher. Die Dholis bevorzugen „Kathak“ als Eigenbezeichnung, weil sie sich als Urheber des klassischen nordindischen Tanzstils Kathak verstehen. Neben der dhol spielen sie das kleine Kesseltrommelpaar naqqara, die zweifellige dhumsa (nicht zu verwechseln mit der namensgleichen Kesseltrommel dhamsa) und die Kegeloboe shehnai. Diese Musikinstrumente gehören zur Tradition des indo-islamischen Zeremonialorchesters naubat und sind in die hinduistische religiöse Musik übergegangen.  Einzelne Straßenmusiker begleiten ihre Gesänge mit der gestrichenen Langhalslaute ravanahattha.
Traditionelle professionelle Musikerinnen stammen unter anderem aus den Musikerkasten Dholi und Mirasi oder stehen in der Nachfolge der im 18./19. Jahrhundert angesehenen, den Kurtisanen vergleichbaren Unterhalterinnen (tawaif) an der Fürstenhäusern. Weiter verbreitet sind die von nichtprofessionellen Frauengruppen bei Festen und Familienfeiern gesungenen Lieder. Diese Lieder sind Bestandteil des Tempeldienstes oder sollen den Kontakt mit Verstorbenen oder Geistern (Bhutas) aufnehmen. Daneben kennen Frauen Unterhaltungslieder zu allen gesellschaftlichen Themen des Alltags, die wie der klassische Gesangsstil khyal genannt werden. Im ganzen Bundesstaat ist der Kreistanz ghumar beliebt, der hauptsächlich zum Frühlingsfest Gangaur gehört, das von den Frauen im März–April zur Verehrung von Gauri gefeiert wird. Bunt gekleidete Tänzerinnen, die klingelnde Fußschellen (ghungru) tragen, drehen sich dabei schnell im Kreis, begleitet von der Fasstrommel dhol. Der Männertanz kacchi ghori, bei dem der Tänzer wie ein Bräutigam gekleidet wild mit einer Pferdeattrappe agiert, wurzelt in der kriegerischen Tradition. Er wird von Trommeln (dhol) und Naturtrompeten (bankia) begleitet bei Hochzeiten und anderen sozialen Ereignissen aufgeführt.

Die Sozialgruppe der Kalbelia in der Wüste Thar, traditionell als Schlangenbeschwörer bekannt, führen spezielle Volkstänze und Lieder mit mythologischen Inhalten auf. Frauen der Kalbelia in bunten Kleidern imitieren in ihren Tänzen die Bewegungen der Schlangen, während sie von Männern auf einer khanjari (kleine Rahmentrommel mit einem Zimbelpaar) und einer pungi (Rohrblattinstrument mit Windkapsel der Schlangenbeschwörer) begleitet werden. 2010 wurden „Volkslieder und Tänze der Kalbelia“ in die UNESCO-Liste des immateriellen Kulturerbes der Menschheit aufgenommen.